# Даміш
Даміш (рум. Damiș) — село у повіті Біхор в Румунії. Входить до складу комуни Братка.
Село розташоване на відстані 385 км на північний захід від Бухареста, 53 км на південний схід від Ораді, 80 км на захід від Клуж-Напоки.

## Населення
За даними перепису населення 2002 року у селі проживали 680 осіб, усі — румуни. Усі жителі села рідною мовою назвали румунську.